# Kunów
Kunów è un comune urbano-rurale polacco del distretto di Ostrowiec Świętokrzyski, nel voivodato della Santacroce.
Ricopre una superficie di 113,73 km² e nel 2004 contava 9 934 abitanti.